# Combat naval en Grèce
Combat naval en Grèce (Deutsch: Seegefecht in Griechenland) ist ein französischer Kurzfilm von Georges Méliès aus dem Jahre 1897, der im Türkisch-Griechischen Krieg spielt. Soweit bekannt, handelt es sich um den ersten Kriegsfilm der Filmgeschichte. Der Film wurde in Deutschland nicht aufgeführt.

## Handlung
Die Filmhandlung besteht aus einer einzigen Einstellung. Auf dem Schiffsdeck eines vermutlich griechischen Kriegsschiffs kommandiert ein Offizier eine Geschützbesatzung aus Matrosen. Das Schiff krängt im schweren Seegang von Backbord nach Steuerbord. Mit einem Fernglas sucht der Offizier den Horizont ab. Aus dem Bordgeschütz wird ein Schuss abgefeuert. Dann wird das Deck von einer feindlichen Granate getroffen, ein Matrose wird verwundet.

## Produktionsnotizen, Wiederentdeckung des verschollenen Films
Im Katalog von Méliès Star Film Company trägt der Film die Nr. 110. Der visuelle Effekt entsteht durch eine bewegliche Bühne, die das Oberdeck des Kriegsschiffs simuliert und die durch ihre Wippbewegungen die Illusion eines Schiffs erzeugt, das im Seegang rollt. 
Méliès produzierte mehrere Kurzfilme, die den Griechisch-Türkischen Krieg thematisieren.
Combat naval en Grèce galt jahrzehntelang als verschollen und wurde 1988 von John Barnes im British Film Institute wiederentdeckt. Er war im Archivkatalog unter einem falschen Titel registriert worden.